# الجحوش
الجحوش أو «جتا» أو الافواج الخفيفة أو أفواج الدفاع الوطني أو الفرسان "Jash" هي قوات شبه نظامية عراقية مكونة في غالبيتها من المقاتلين الأكراد والكلدان والآشوريين وغيرهم من الأقليات العرقية في شمال العراق وسهل نينوى المساندين للحكومة المركزية العراقية في بغداد 

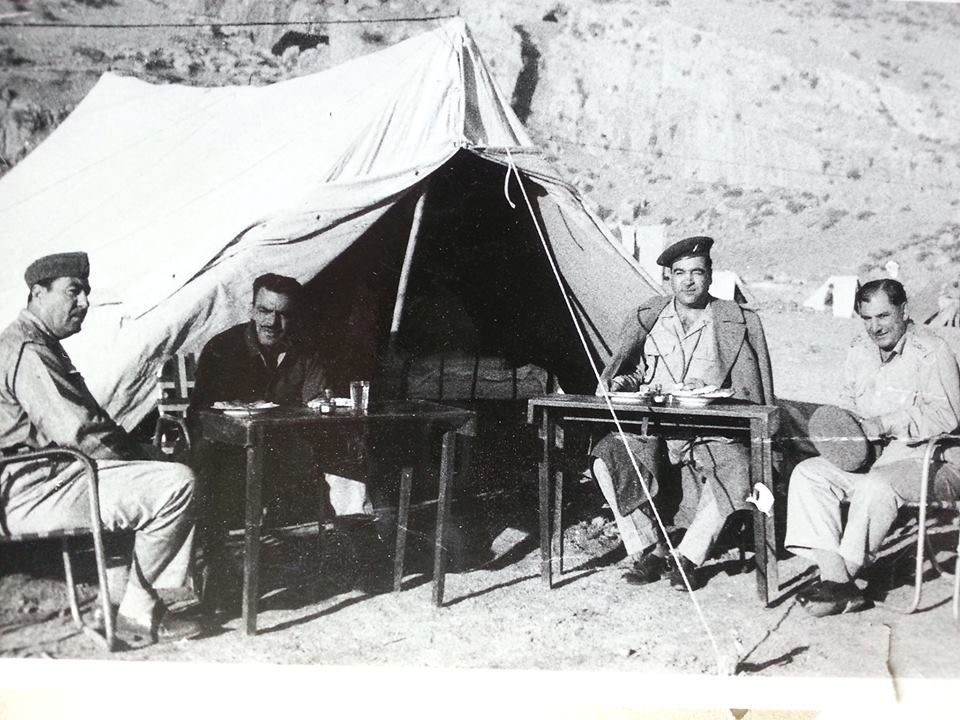
من اليمين العميد خليل جاسم (مسؤول الجتا والفرسان) جالس أمام الخيمة في حركات الشمال والشخص اللابس داكن أسود هو العميد إبراهيم الانصاري رئيس أركان الجيش لاحقا

## تأسيسها
تأسست هذه القوات في العهد الملكي (1921-1958) في بادئ الأمر علئ غرار جيش الليفي ثم تم تطويرها في الستينيات من القرن الماضي والحاقها بقيادة الفرقة الجبلية الرابعة في الموصل خصوصا بعد حرب كردستان العراق 1961 - 1970 ومن أشهر الضباط المؤسسين لهذه القوات اللواء خليل جاسم الدباغ قائد الأفواج الخفيفة عام 1963 وقائد الفرقة الرابعة عام 1967-1968 عندما شكل قوة فرسان صلاح الدين وقوة فرسان خالد بن الوليد مع العميد صعب حردان الدليمي والفريق سعيد حمو قلي قائد اللواء الخامس والفرقة الرابعة في السبعينيات.

## الحملات العسكرية والحروب اللتي شاركت بها قوات الجحوش
شاركت قوات الجحوش «جتا» بالعديد من الحملات العسكرية العراقيه في الشمال منها:
- حركة بارزان الأولى
- حركة بارزان الثانية أو ثورة بارزان الثانية1943-1945 [1]
- حركة بارزان الثالثة
- حركة بارزان الرابعة
- حرب كردستان العراق 1961 - 1970
- الحملة العسكرية العراقية عام 1961 في الشمال ضمن حرب كردستان العراق 1961 - 1970
- الحملة العسكرية العراقية على العمادية 1965 ضمن حرب كردستان العراق 1961 - 1970 [2]
- الحملة العسكرية العراقية على القوش 1963 ضد جيش الأنصار الموالي للبيشمركة في القوش 7/7/1963 ضمن حرب كردستان العراق 1961 - 1970[3]
- الحملة العسكرية العراقية على راوندوز لفك حصار القوات العراقية المرابطة هناك من قبل البيشمركة في أواسط الستينيات ضمن حرب كردستان العراق 1961 - 1970
- الحملة العسكرية العراقية في الشمال 1963 علئ مواقع قوات البيشمركة ضمن حرب كردستان العراق 1961 - 1970
- الحملة العسكرية العراقية على جبل مقلوب في 26/6/1963 ضمن حرب كردستان العراق 1961 - 1970
- حرب كردستان العراق 1974 - 1975 [4]
- حرب الخليج الأولى 1980-1988
- حملة الأنفال عام 1988
- حرب الخليج الثانية 1991
- انتفاضة 1991 في العراق
- الحرب الأهلية الكردية العراقية 1991-1996
- حرب العراق 2003